# Jon Tomlinson
Jon Tomlinson (9 de janeiro de 1973) é um aerodinamicista britânico que atualmente ocupa o cargo de chefe de aerodinâmica da equipe de Fórmula 1 da Cadillac. Ele anteriormente trabalhou para as equipes Jordan, Lotus, Williams e Renault.

## Carreira
Depois de se formar na Universidade de Brunel em 1995, ele foi nomeado ao cargo de engenheiro de design da Handford Racing Services Ltd, trabalhando no desenvolvimento aerodinâmico da equipe Newman-Haas Racing, que competia na IndyCar com o chassi Lola. Em 1996, tornou-se um aerodinamicista da Swift Engineering Ltd. da Califórnia, que competia na IndyCar. Em 1998, tornou-se no chefe de aerodinâmica da Precision Preparation Inc./Cal Wells Racing, também da Califórnia, onde permaneceu até 2000. Em seguida, regressou ao Reino Unido, entrou na Fórmula 1 trabalhando para a equipe da Jordan Grand Prix como aerodinamicista sênior, até 2002, quando a Renault F1 Team contratou-o como seu aerodinamicista sênior, antes de sua ascensão ao cargo de chefe adjunto de aerodinâmica em 2003. Foi nessa posição que ele esteve fortemente envolvido nas vitórias consecutivas dos campeonatos mundiais de 2005 e 2006.
Em novembro de 2006, a Williams contratou-o como chefe de aerodinâmica. Após cinco anos nesse cargo, no início de maio de 2011, após o início conturbado da Williams na temporada de Fórmula 1 de 2011, foi anunciado sua renúncia ao cargo e que ia deixar a equipe de Grove no final daquela temporada. Ele foi substituído pela equipe, em junho de 2011, por Mike Coughlan.
Em dezembro de 2011, chegou a ser anunciada a contratação de Tomlinson pela Scuderia Toro Rosso como seu vice-chefe de aerodinâmica e, que, ele assumiria o cargo em 1 de abril do ano seguinte. Porém, em abril de 2012, ele retornou para a equipe de Enstone, que na época era denominada Lotus F1 Team e, se tornou o aerodinamicista principal e chefe de aerodinâmica em setembro de 2015. Em 2017, Tomlinson tornou-se vice-chefe de aerodinâmica da equipe, que já havia retornado a se chamar Renault.
Em fevereiro de 2021, Tomlinson assumiu o cargo de chefe de aerodinâmica da equipe Mercedes-EQ Formula E Team. Função esta que ele exerceu até o mês de dezembro do mesmo ano para assumir o cargo de gerente de recursos na equipe de Fórmula 1 da Mercedes. Porém, ele deixou a equipe alemã em maio de 2022.
Em dezembro de 2022, Tomlinson foi contratado pela Andretti como seu chefe de aerodinâmica para o projeto de Fórmula 1 da equipe estadunidense, que deu origem a Cadillac Formula 1 Team.